# José del Carmen Lugo
José del Carmen Lugo (1813 - c. 1870) fue un importante terrateniente californiano en el área de Los Ángeles, que trabajó a partir de 1839 para desarrollar San Bernardino y valles Yucaipa, un área de más de 250.000 hectáreas (1.012 km²). Hizo una alianza con los indios de regionales de Cahuilla.
Durante la guerra de Intervención estadounidense en México, Lugo encabezó una milicia californiana. En diciembre de 1846, recibió la orden de castigar a un grupo de indios Luiseño en represalia por la masacre de Pauma. Sus milicias, junto con aliados de Cahuilla, mató a 33-40 Luiseños en la masacre de Temecula para vengar la muerte de 11 lanceros californios. Estos últimos fueron asesinados por el robo de caballos de los Luiseño.
Después de que Estados Unidos ganó la guerra y se anexó California, el gobernador militar en mayo de 1849 nombró a Lugo como el primer alcalde Californio (alcalde) de Los Ángeles bajo el control de EE. UU.
- Datos: Q6294363